# ТЕС Ватан
37°55′50″ пн. ш. 65°38′24″ сх. д. / 37.93056° пн. ш. 65.64000° сх. д.
ТЕС Ватан – теплова електростанція на сході Туркменістану.
У 2016 році на майданчику станції ввели в експлуатацію дві встановлені на роботу у відкритому циклі газові турбіни потужністю по 127 МВт. Спорудження станції було, зокрема, пов’язане із забезпеченням електроенергією нових промислових підприємств, як то Гарлицький цементний завод та Гарлицький калійний комплекс.
Видача продукції відбувається по ЛЕП, розрахованим на роботу під напругою 220 кВ та 110 кВ.
Станом на другу половину 2010-х річний виробіток станції становив 1 – 1,5 млрд кВт-годин.
Як паливо ТЕС споживає природний газ, що подається по трубопроводу Яшилдепе – Гарлик.